# ナチ党党大会会場

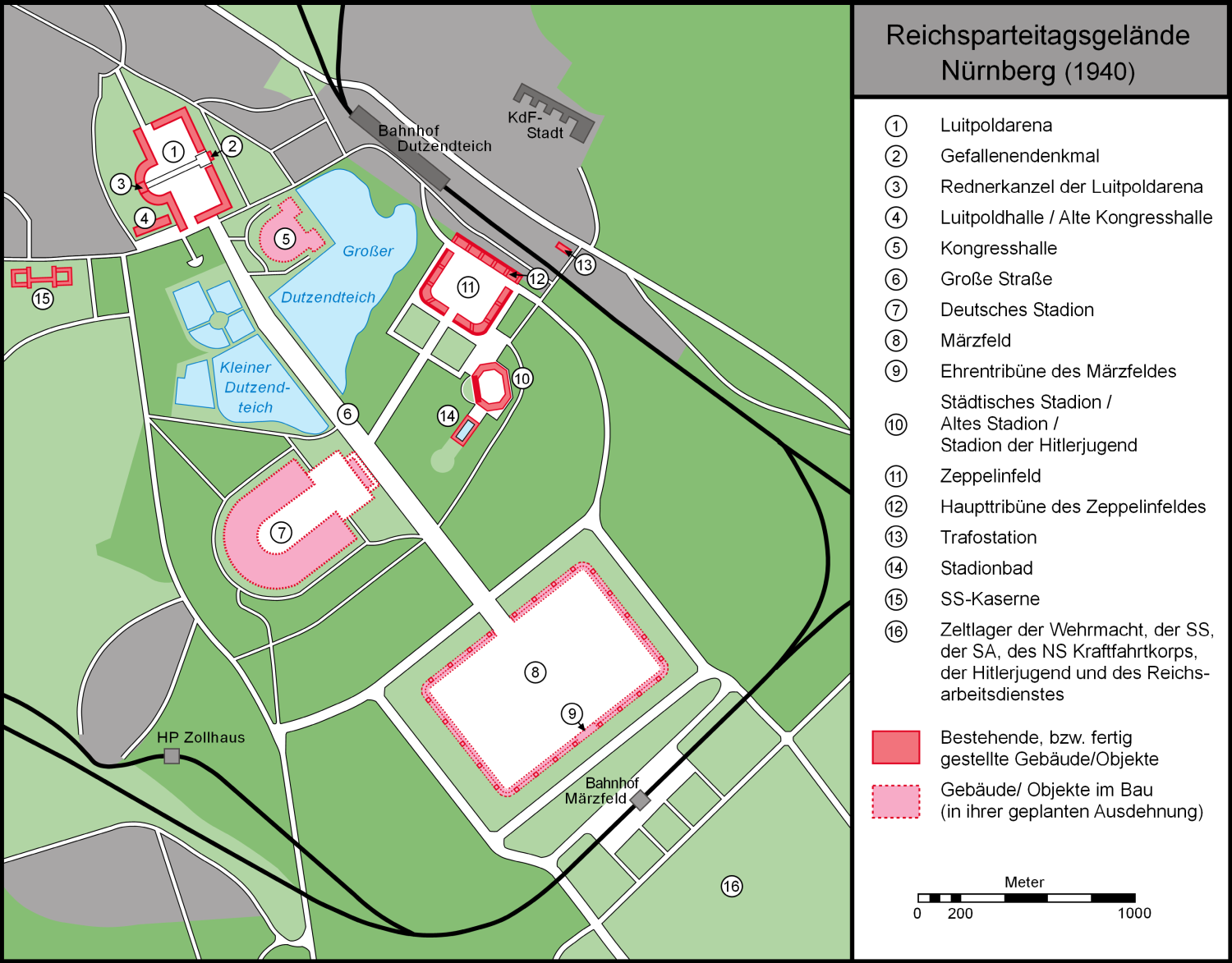
ナチ党大会場（1940年）

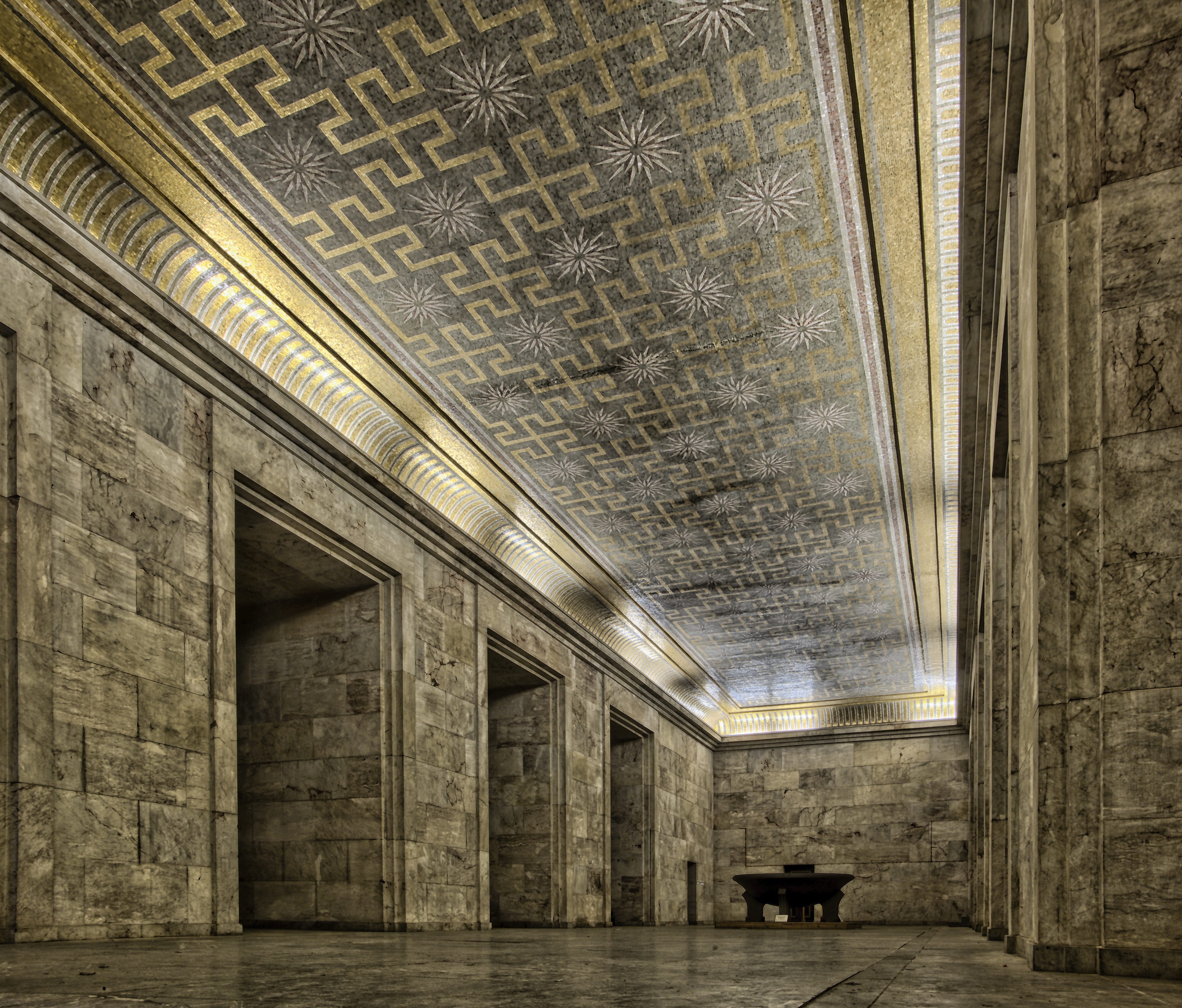
ツェッペリン演壇内部の「黄金の広間」（Goldener Saal）

座標: 北緯49度26分 東経11度07分 / 北緯49.43度 東経11.12度
ナチ党党大会会場（独: Reichsparteitagsgelände）は、ドイツ国の政党、国民社会主義ドイツ労働者党（ナチ党）の党大会会場。ニュルンベルク南東部に約11平方キロメートルに渡って建設され、1933年から1938年に掛けて6回の党大会が開催された。

## 概要
会場には以下の施設が存在する。

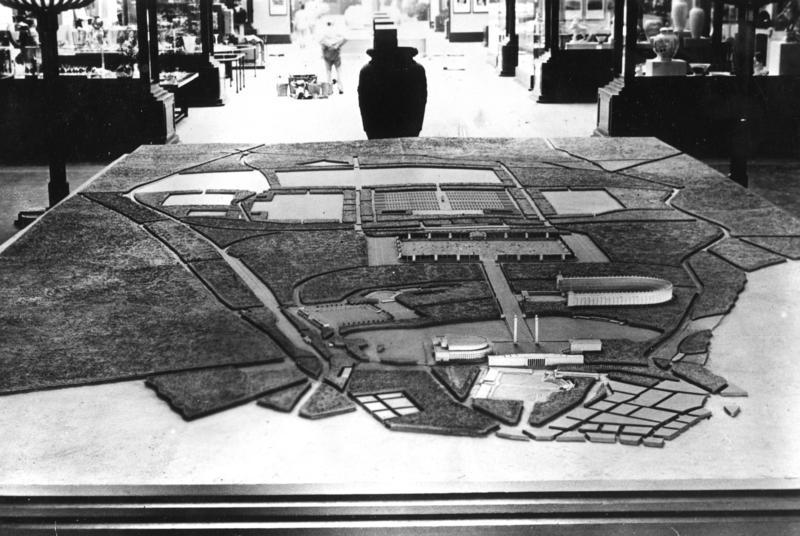
1937年のパリ万国博覧会で展示された、計画最終段階の党大会会場の模型

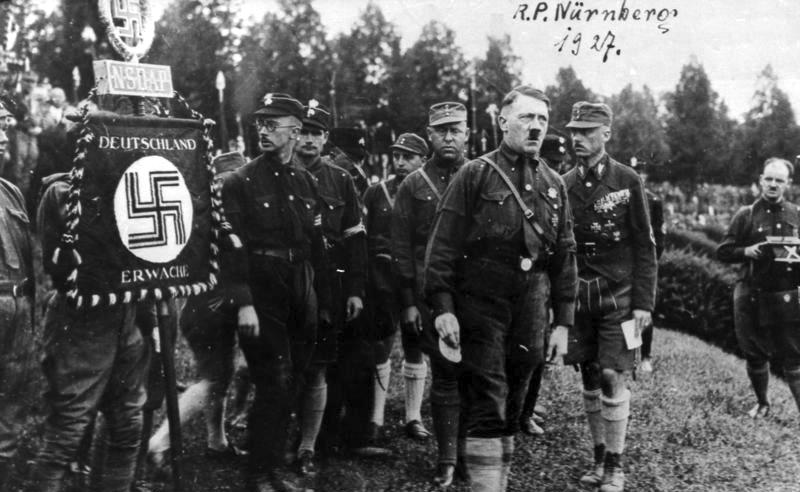
1927年、初めてニュルンベルクで開催された第三回党大会

- ルイトポルト・アレーナ展開区域（Luitpoldarena）
- ルイトポイト・ホール（Luitpoldhalle） - 旧集会ホールとも呼ばれる。第二次世界大戦中に損傷し、後に取り壊された。
- 集会ホール（Kongresshalle） - 新集会ホール（Neue Kongresshalle）とも呼ばれる。未完成。
- ツェッペリン広場（Zeppelinfeld） - 別の展開区域。
- メルツ広場（Märzfeld） - 未完成、後に取り壊された。ドイツ国防軍の展開区域。
- ドイツ・スタジアム（Deutsche Stadion） - 世界最大のスタジアムとなる予定だった。基礎部分のみが建設された。
- 旧ヒトラーユーゲント・スタジアム（Stadion der Hitlerjugend） - 現在のフランケンシュタディオン。
- 大通り（Große Straße） - パレード用の道。未使用。

「文化の家（Haus der Kultur）」と、「大通り」へと向う大きな門が、集会ホール近くの「大通り」の北西端に計画された。
完成に至ったのは、ツェッペリン広場、展開区域、「大通り」のみであった。集会ホール、ツェッペリン広場、展開区域は、ナチス建築の重要な例として、1973年から記念碑として保護されている。
会場はアドルフ・ヒトラーの建築家、アルベルト・シュペーアによって設計された。但し集会ホールは、ルートヴィッヒ・ルフ(英語版)とフランツ・ルフ(英語版)により設計された。
今日では敷地全体が記念碑であり、一部が自動車レーストラックのノリスリンクとして使用されている。
1933年8月30日、ヒトラーはニュルンベルクを「全国党大会の都市」と宣言した。党大会はナチス・ドイツの自画像であり、プログラマティックなタスクはなく、単に国民の団結を示しただけであった。プロパガンダ的に、ナチスの運動と、中世における皇帝の栄光、そしてニュルンベルクにおける党大会との間に関係が描かれた。

## 党大会
1923年から1938までの党大会。
| 開催期間                             | 開催場所       | name |
| ------------------------------------ | -------------- | --- |
| 1923年1月27〜29日                    | ミュンヘン     | |
| 1926年7月3〜4日                      | ワイマール     | |
| 1927年8月19〜21日                    | ニュルンベルク | |
| 1929年8月1〜4日                      | ニュルンベルク | |
| 1933年8月30日– 9月3日                | ニュルンベルク | 「勝利の大会」（Reichsparteitag des Sieges）と名付けられた。レニ・リーフェンシュタールにより、「信念の勝利」という題名で映画化。                 |
| 1934年9月5日〜10日                   | ニュルンベルク | 「統一と力の大会」（Reichsparteitag der Einheit und Stärke）と名付けられた。レニ・リーフェンシュタールにより、「意志の勝利」という題名で映画化。 |
| 1935年9月10〜16日                    | ニュルンベルク | 「自由」（Reichsparteitag der Freiheit） |
| 1936年9月8日〜14日                   | ニュルンベルク | 「名誉の時代」（Reichsparteitag der Ehre） |
| 1937年9月6〜13日                     | ニュルンベルク | 「労働」（Reichsparteitag der Arbeit） |
| 1938年9月5〜12日                     | ニュルンベルク | 「大ドイツ」（Reichsparteitag Großdeutschland）                                                                                                  |
| 1939年9月2日（戦争の勃発により中止） | ニュルンベルク | 「平和」（Reichsparteitag des Friedens） |

## 建築物

### ルイトポルト・アレーナ展開区域（Luitpoldarena）

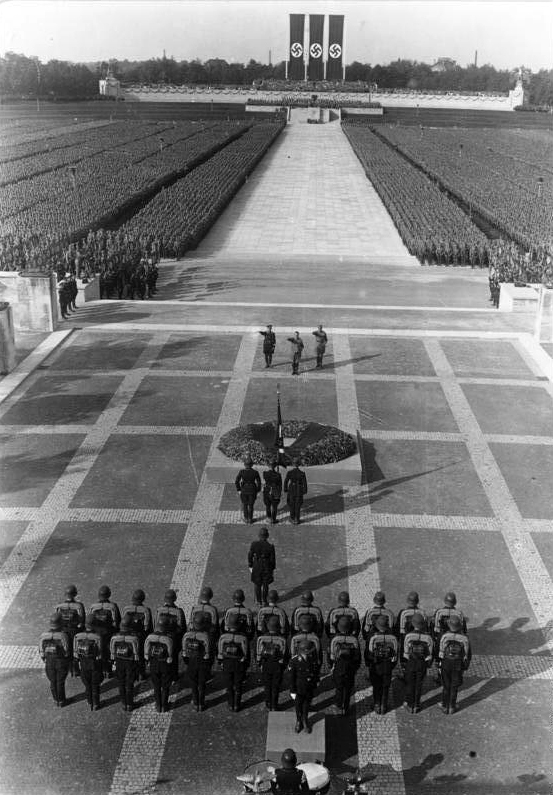
1934年の党大会で、戦没者記念堂前のテラスに立つSSリーダーのハインリッヒ・ヒムラー、アドルフ・ヒトラー、SAリーダーのヴィクトール・ルッツェ。正面奥に見えるのが「名誉の演壇」

1906年以来、バイエルン摂政であったルイトポルト・フォン・バイエルンに因んだ名前の、「ルイトポルト森林（Luitpoldhain）」という公園がここに存在した。ヴァイマル共和政時代（1919年～1933年）には、戦没者記念堂（Ehrenhalle）が園内に建設された。
1933年に、ヒトラーはこの公園を84,000平方メートルの面積を持つ、厳密に構造化されたルイトポルト・アレーナ展開区域（Luitpoldarena）へと改造した。
党大会では、この区域で最大150,000人のSAとSSの展開が行われた。このときに「血染めの旗の奉献（Blutfahnenweihe）」が行われた。この「血染めの旗（Blutfahne）」は、ミュンヘン一揆の際に隊員の血に浸されたものとされる旗で、彼らの中心的な「遺物」であった。SAとSSの新しい旗が「血染めの旗」に触れることで「奉献」が行われた。
1945年以降、ニュルンベルク市はこの地域を公園として再設計し、ナチス時代の建物は全て破壊された。 メインの観覧席のテラスの半円形だけが現存する。

#### 戦没者記念堂（Ehrenhalle）

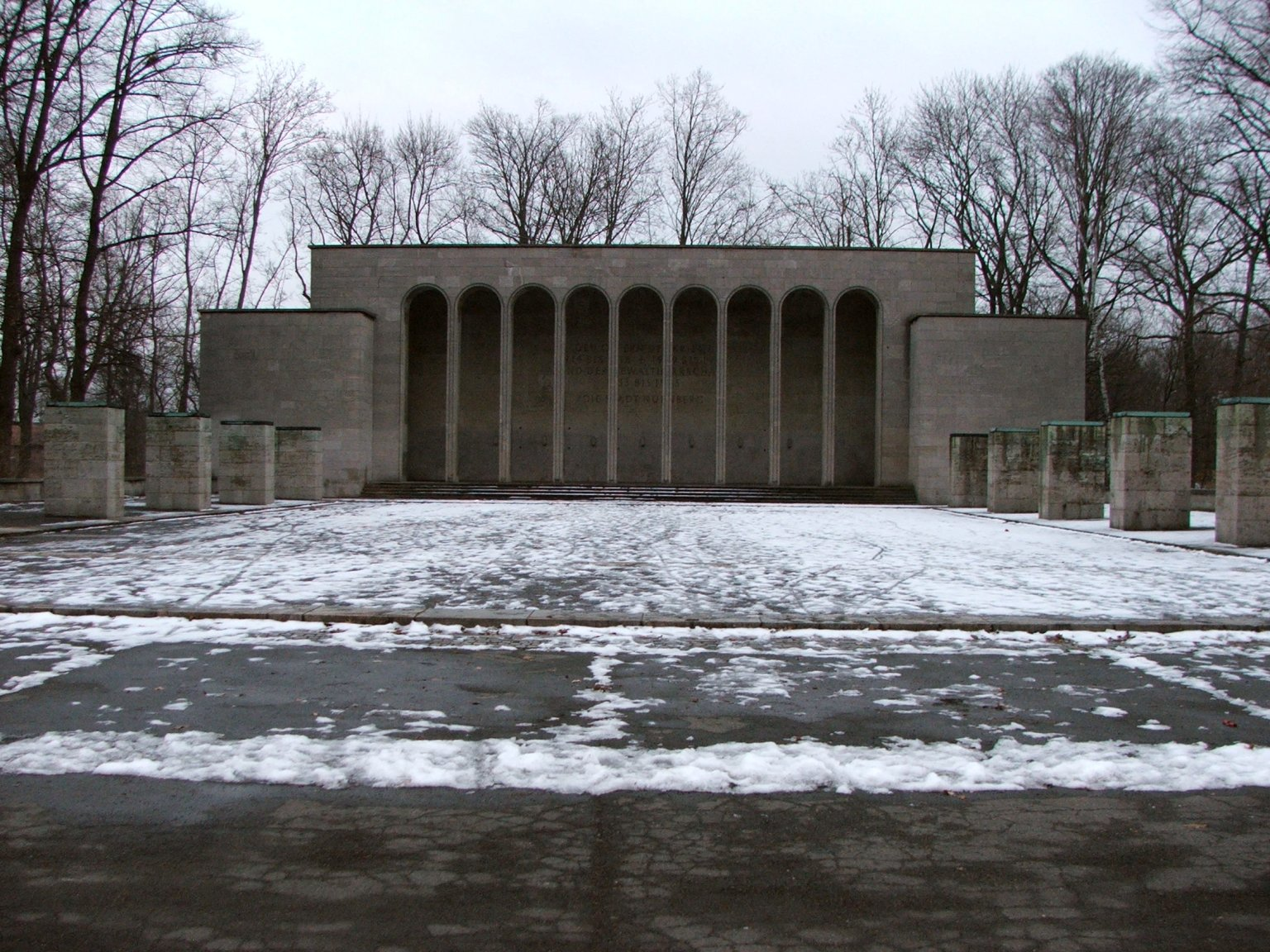
ルイトポルト森林の戦没者記念堂

戦没者記念堂は、ドイツの建築家フリッツ・メイヤーが設計を手掛け、ニュルンベルク市によって建設された。落成はヴァイマル時代の1930年で、ナチス政権時代よりも前である。
これはアーケード・ホールで、火鉢用の2列の台座がある石畳のテラスに隣接している。14の台座は全て実質的に無傷のままで、1938年9月の最後のナチ党集会以来、点火されていない。元々はこの戦没者記念堂は、第一次世界大戦で戦死した、ニュルンベルクの9,855人の兵士のためのものだった。

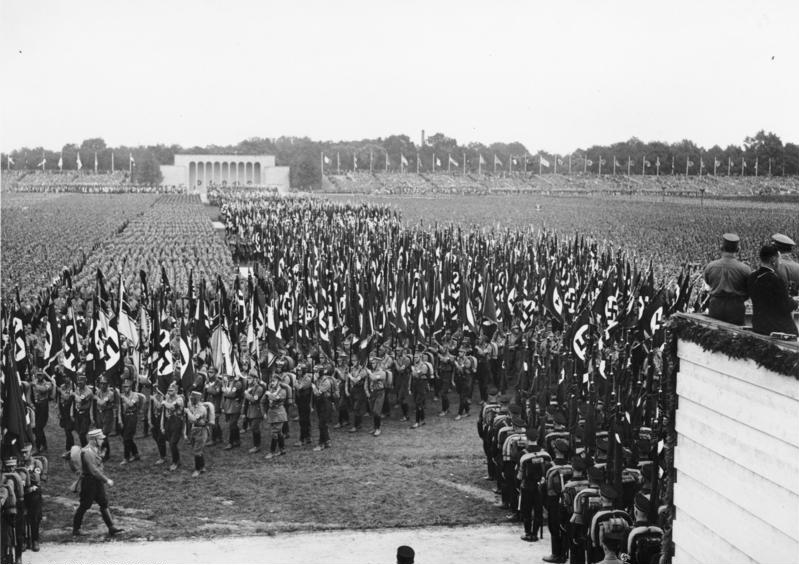
1933年の党大会におけるSAの展開。背景は戦没者記念堂

1929年の党大会で、戦没者記念堂は国家社会主義者により、初めて死者崇拝の目的に使用された。第三帝国時代、ナチスは第一次世界大戦で戦死した兵士の記念堂という目的のほかに、1923年11月9日のミュンヘン一揆で犠牲となった16人の死者の記念としてもこの建物を使用した。
1934年の党大会で、ヒトラーは親衛隊リーダーのハインリヒ・ヒムラー及び突撃隊リーダーのヴィクトール・ルッツェを伴って、主観覧席から戦没者記念堂のテラスまで、240メートルの花崗岩の道を歩き、ナチス式敬礼を行った。儀式のクライマックスであった。

#### 名誉の演壇（Ehrentribüne）
戦没者記念堂の向い側に、三日月形の「名誉の演壇」（Ehrentribüne）と長さ150メートル（490フィート）の主観覧席があり、その両端には6メートル（20フィート）の金のワシが建てられた。建築家のアルバルト・シュペーアによって建てられたこの建造物は、要人500人を収容でき、ニュルンベルクでナチスによって建てられた最初の本格的な建造物である。戦没者記念堂と「名誉の演壇」は、広い花崗岩の道によって接続されていた。「名誉の演壇」は1959～60年に爆破解体された。

### ルイトポイト・ホール（Luitpoldhalle）

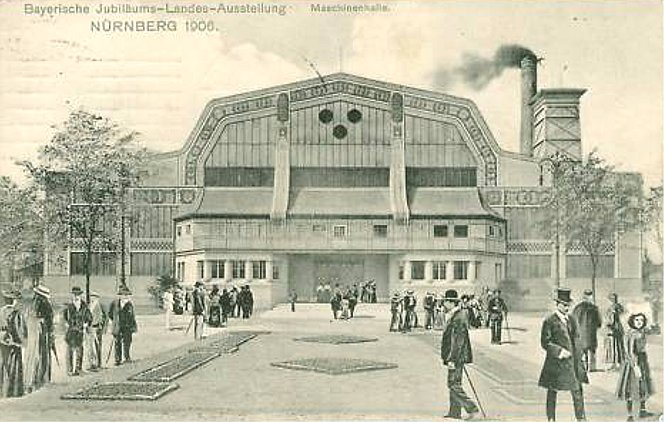
後のルイトポイト・ホールとなる機械ホール。1906年の絵葉書

ルイトポイト・ホール（Luitpoldhalle、1906年築）は180メートル×50メートル（590フィート×160フィート）の輪郭、76本のスピーカー、42個のスポットライト、ドイツで最大のパイプオルガンを設置し、16,000人を収容することができた。建物の歴史はバイエルン博覧会にまで溯る。かつての機械ホールは改修され、ナチスによって1934年の党大会議に最初に使用された。その巨大な新古典主義のファサードは、3つの巨大な入り口に面した石灰岩が特徴だった。ドイツのユダヤ人やその他少数民族の公民権を奪ったニュルンベルク法が採択されたのは、1935年の党大会中のこの建物だった。建物は1945年の初めに連合軍の爆弾により深刻な被害を受け、数年後に駐車場となった。建物に続く花崗岩の階段は現在もそのまま残っている。

### 集会ホール（Kongresshalle）
集会ホール（Kongresshalle）は、現存する中で最大の国家社会主義記念碑的建造物で、ランドマークとなっている。ニュルンベルクの建築家ルートヴィッヒ・ルフとフランツ・ルフにより設計された。自立型の屋根を備えたナチ党の会議場として機能することを目的としており、50,000議席を有する予定だった。位置はドゥッツェンタイヒ湖のほとりで、党大会会場の入口を示していた。建物は高さ39メートル（128フィート）（高さ70メートルが計画されていた）、直径250メートル（820フィート）に達する。建物の大部分は、表面に花崗岩パネルを貼った硬質煉瓦で構築されている。デザイン（特に外のファサードなど）は、ローマのコロッセオから着想を得ている。基礎石は1935年に敷設されたが、建物は未完成となり、屋根も設置されないままだった。「U」の輪郭の建物は、2つの本館を建てたのみで工事を終えた。北翼には、2001年に設置された全国党大会会場文書センターが配置されている。南の建物は、ニュルンベルク交響楽団の本拠地であるSerenadenhof（ゼレナーデンホーフ、セレナーデの館）となっている。

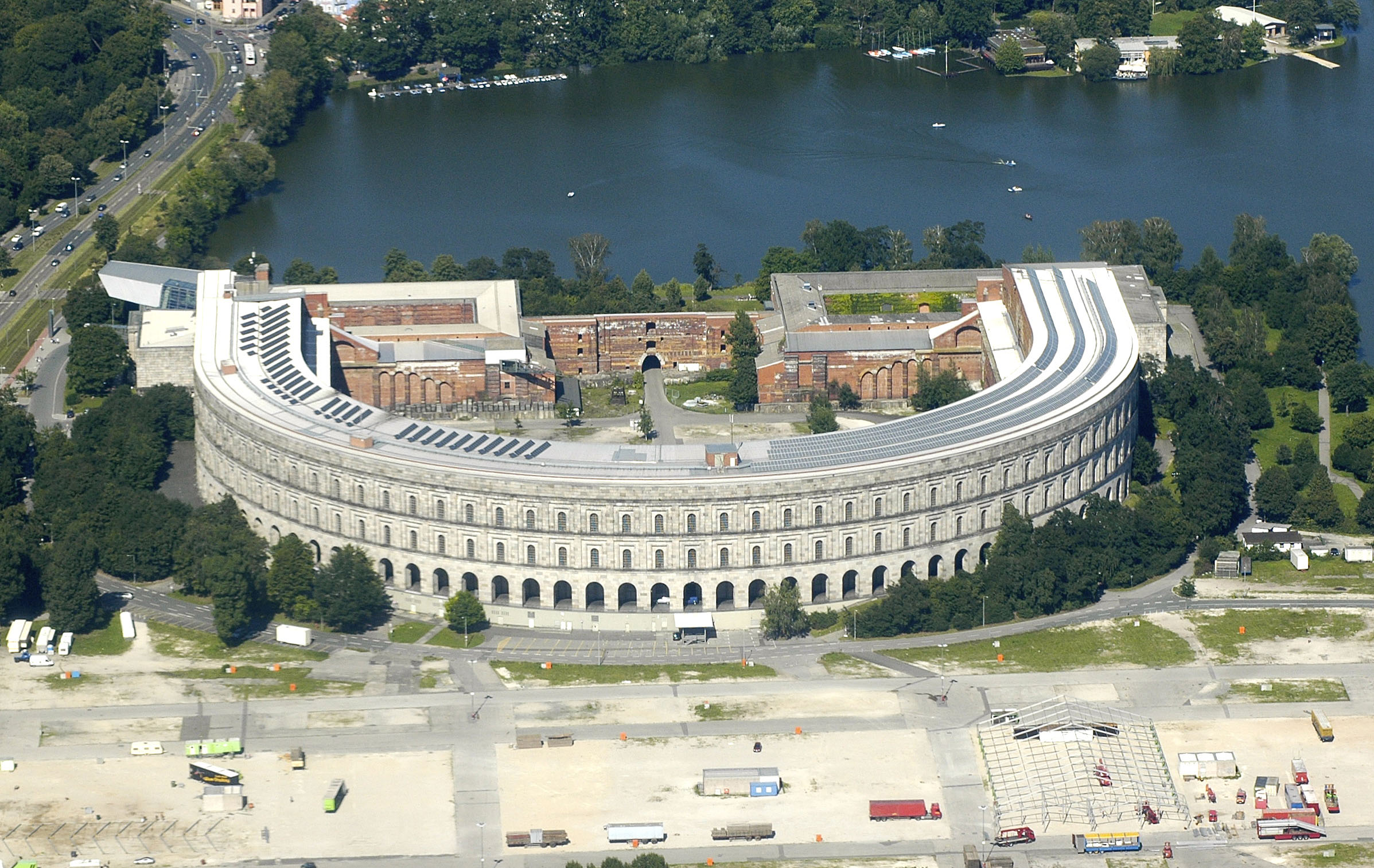
集会ホールの航空写真（2009年）
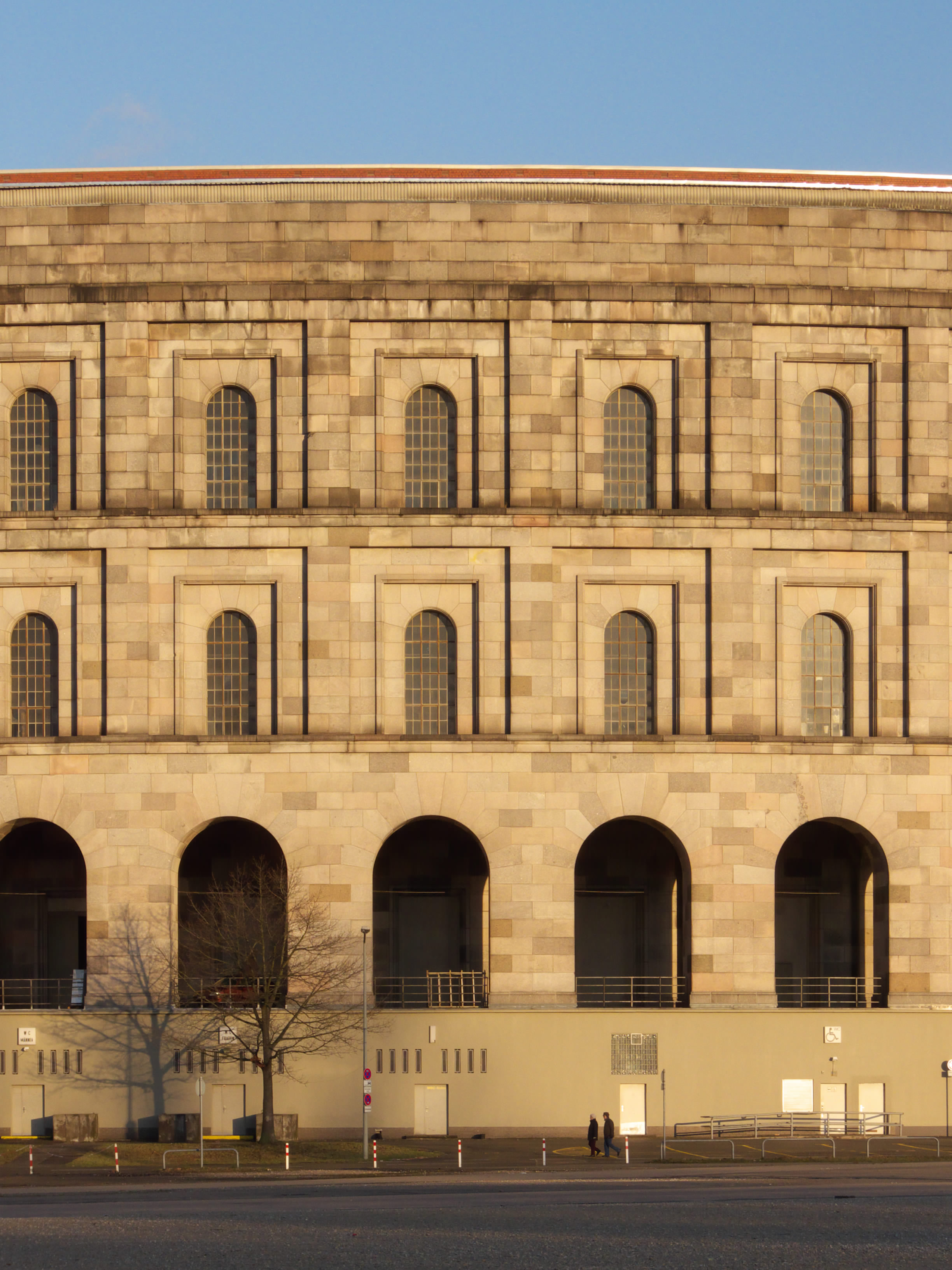
集会ホール正面
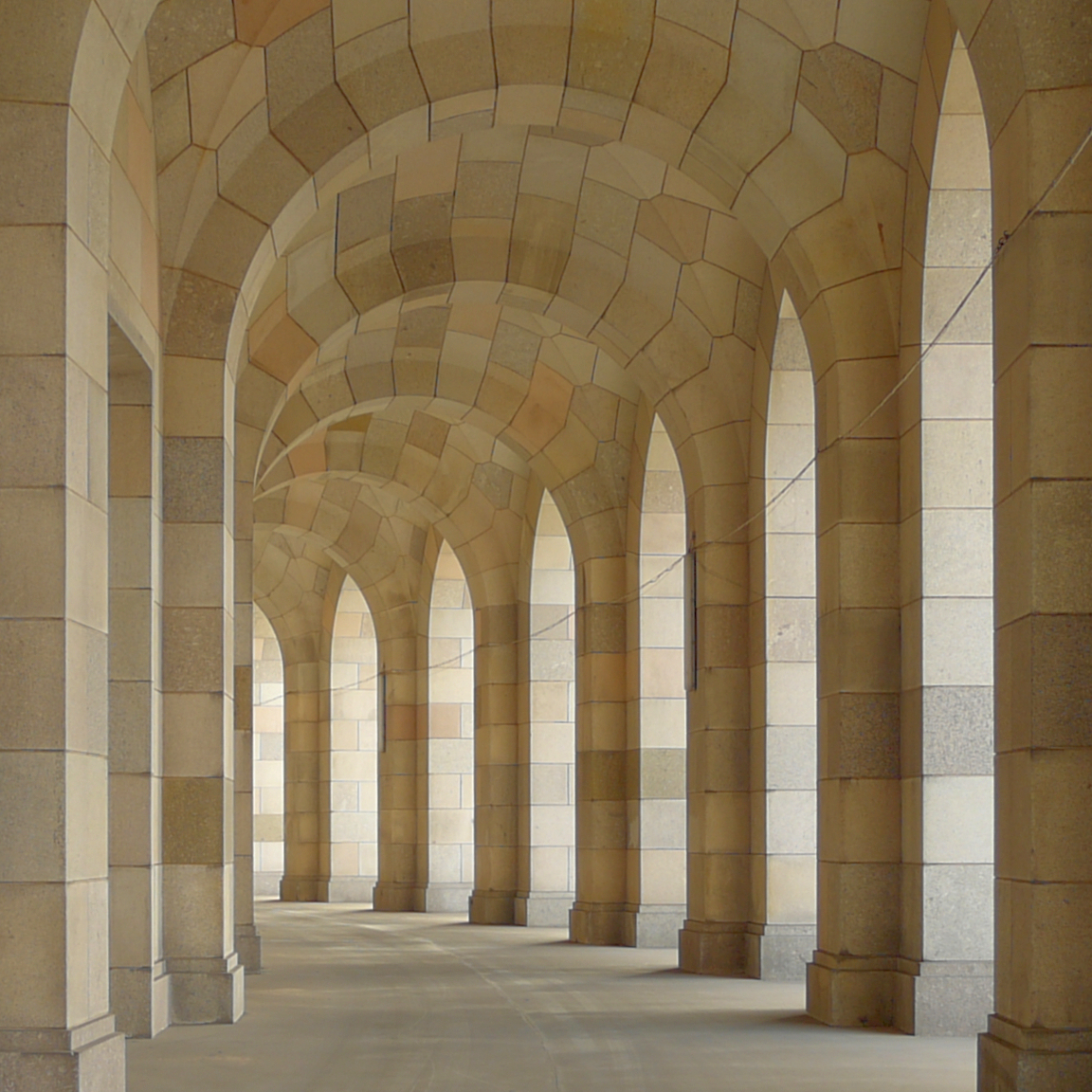
集会ホール、拱廊を持つ廊下
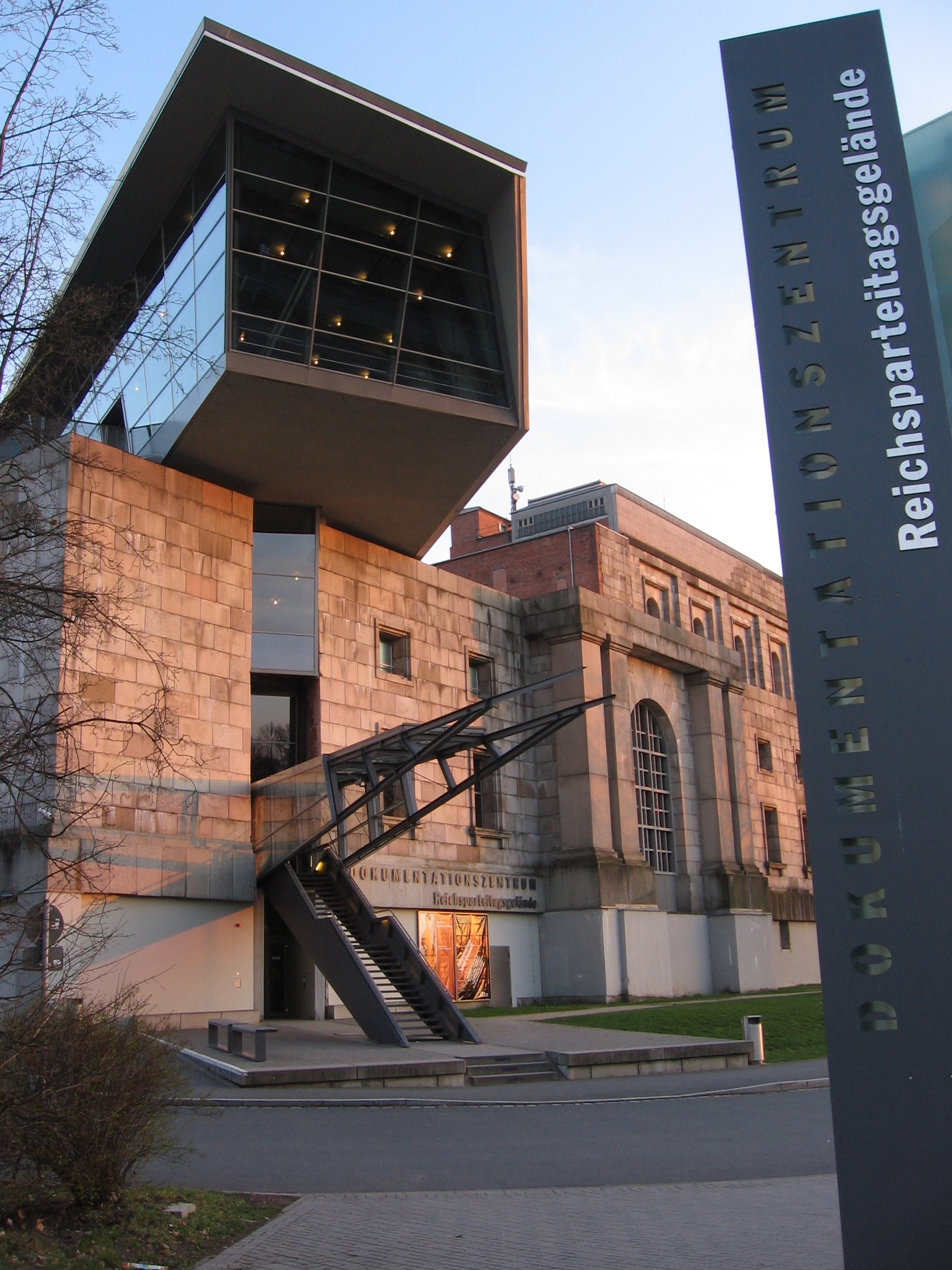
集会ホール北翼にある帝国党大会会場文書センター
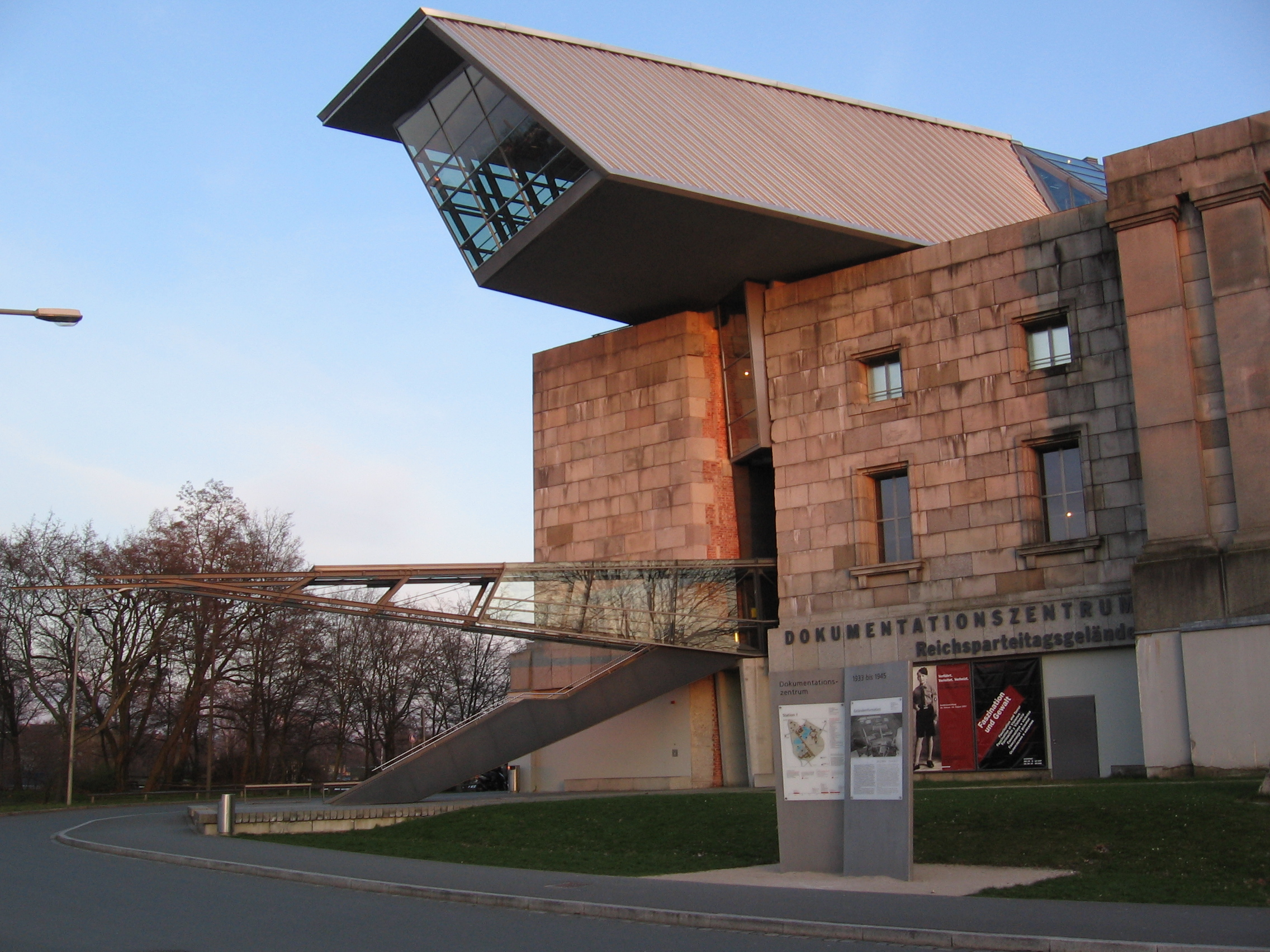
全国党大会会場文書センター。「硝子と鋼鉄の矢」の形状で北翼を貫通している

議会ホール
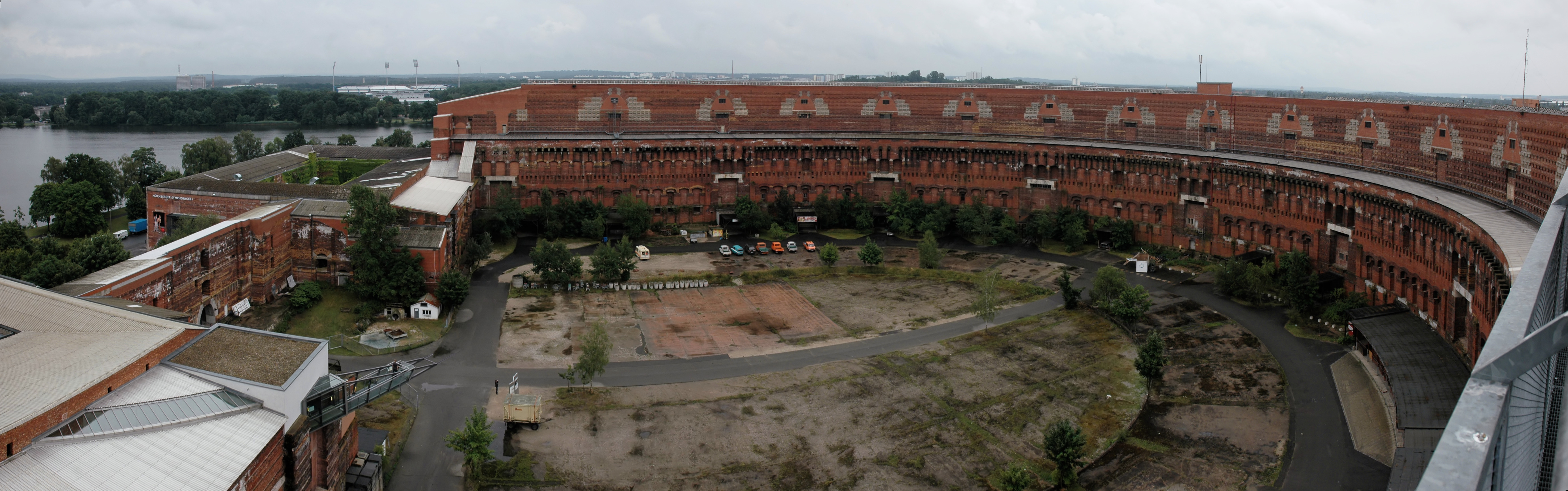
議会ホール中庭（2008年）

### 大通り（Große Straße）

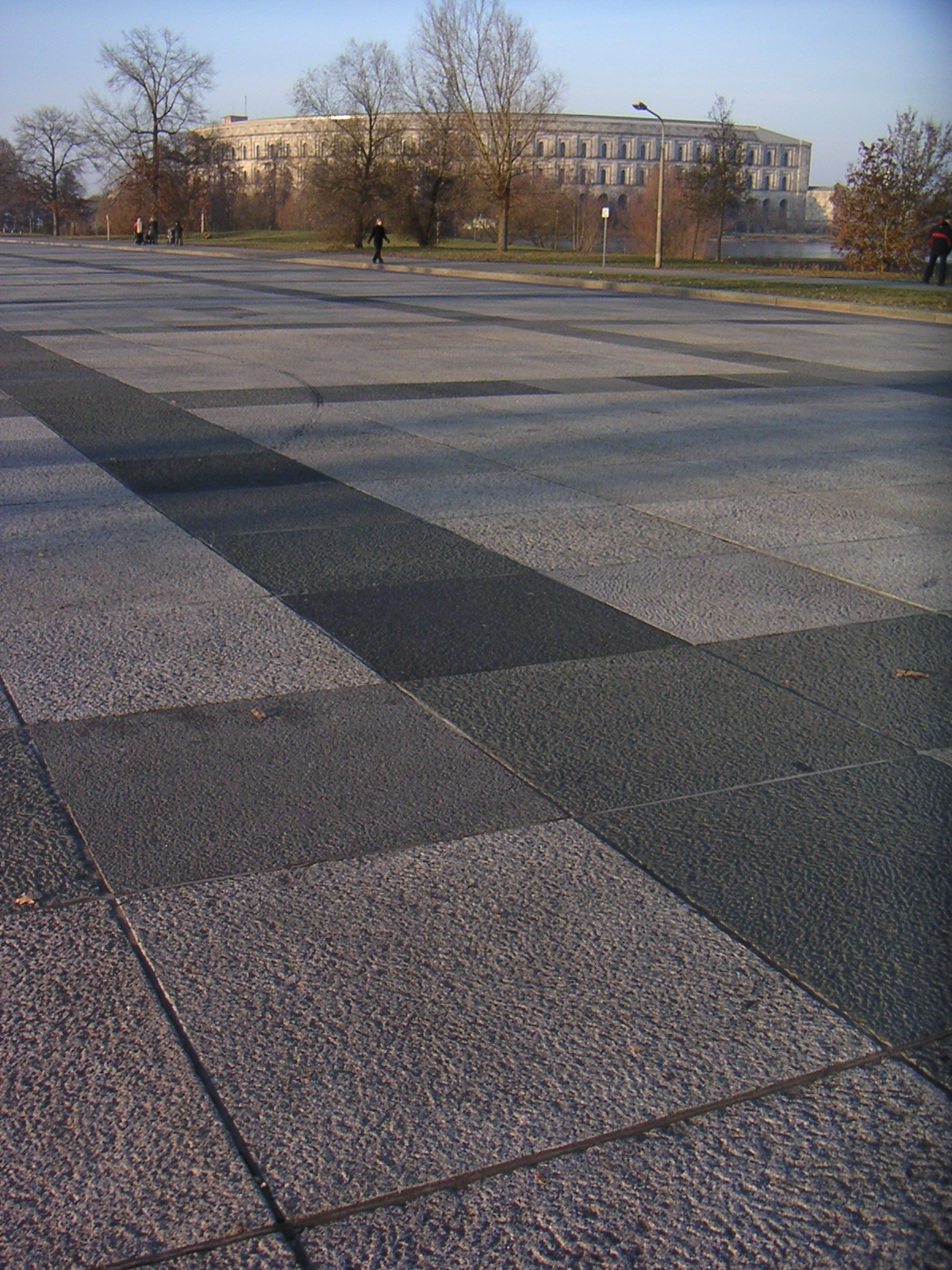
「大通り（背後は議会ホール）

「大通り」（Große Straße）は長さ2キロ（1.2マイル）幅40メートル（130フィート）の通りで、敷地の中心とドイツ国防軍のパレード道路とすることを意図していた。
北西の先にはニュルンベルク城があり、これには第三帝国時代のニュルンベルクの役割と、中世とのニュルンベルクとの役割を重ね合わせる意図があった。
議会ホールからメルツ広場に至る道路の工事は1935年に開始され、1939年に終了した。最後の大会は1938年に開催されたが、第二次世界大戦の開催により、この道路がパレード道路として使用されたことはなかった。舗装には黒と灰色の花崗岩が用いられ、四辺は正確に1.2メートル（3.9フィート）であった。
北西の端には代表的な正門と2つの塔門が計画されていた。また、「ドイツ・スタジアム」の入口附近には、柱のホールを備えた観客席が、メルツ広場の方向に行軍するドイツ国防軍の隊列に敬意を表するために計画された。
戦後、「大通り」は米軍の一時的な飛行場として使用され、最近では近隣のニュルンベルク見本市や展示会の会社による見本市の、臨時駐車場として使用されている。

### ツェッペリン広場（Zeppelinfeld）
ツェッペリン広場（Zeppelinfeld）は、「大通り」の東に位置する。幅360メートル（390ヤード）の大きな観客席 (Zeppelinhaupttribüne) と、小さな観客席とで構成されている。ナチス党のためのアルベルト・シュペーアの作品の一つであり、ペルガモンの大祭壇を基にして設計された。正方形の支柱は、フランス系アメリカ人の建築家ポール・フィリップ・クレット（Paul Philippe Cret）の作品の影響を受けている。観客席上部に造られたハーケンクロイツのモニュメントは、ドイツの降伏後に連合軍により爆破され、その際撮影された映像は広く知られている。"Zeppelinfeld"ないしは"Zeppelinwiese"という名称は、1909年8月に、フェルディナント・フォン・ツェッペリンが彼の飛行船（LZ6）の一つでこの地に着陸したことに由来する。
1947年から1995年まで、DoDDS（国防総省士官学校）の施設であるニュルンベルクアメリカ高校（Nurnberg American High School）は、高校サッカーとアメリカンフットボールの練習に兵士広場（Soldiers Field と呼ばれる）を使用した。1967年に、市当局により観客席の二列の列柱は爆破され、残存する建築物に深刻な損害を与えた。観客席の残りの部分は無傷で、ノリスリンクモーターレーシングトラックの中心として利用される。1980年代には、ヘヴィメタルのロック・フェスティバルであるモンスターズ・オブ・ロックが2回開催され、2004年からは大規模ロック・フェスティバルのロック・イム・パルクの会場ともなっている。また、アメリカンフットボールチームのニュルンベルク・ラムズ（Nürnberg Rams）によっても使用されている。敷地の別の部分にはキャンプ場がある。長年放置されていたことや、建築の質の悪さにより、侵食と湿気による損傷は深刻化していた。2019年には、8,500万ユーロを掛けて観客席の残存する部分を保存し、訪問者が近付けるようにする計画が発表された。完工目標は2025年である。

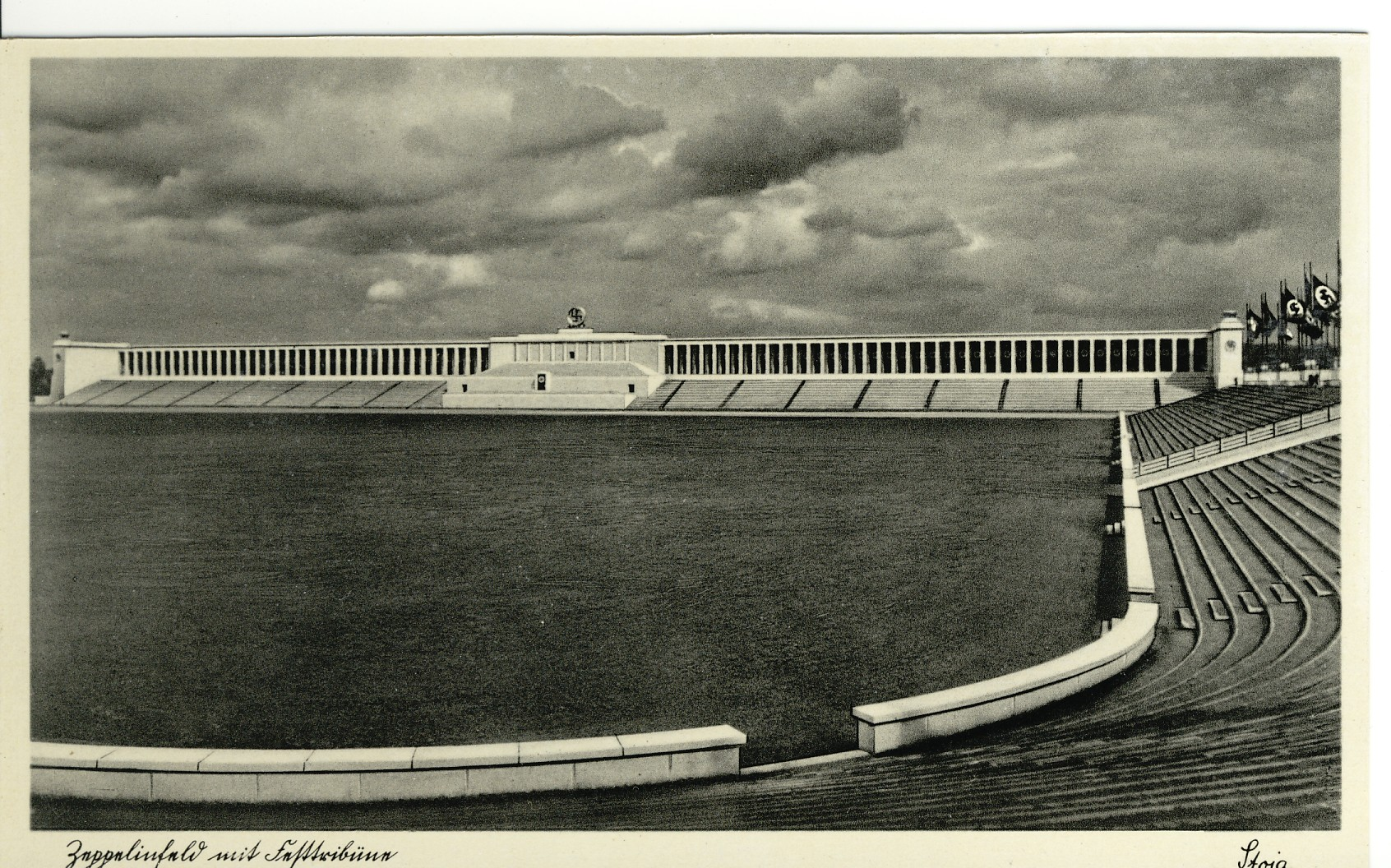
ツェッペリン広場（1938年頃）
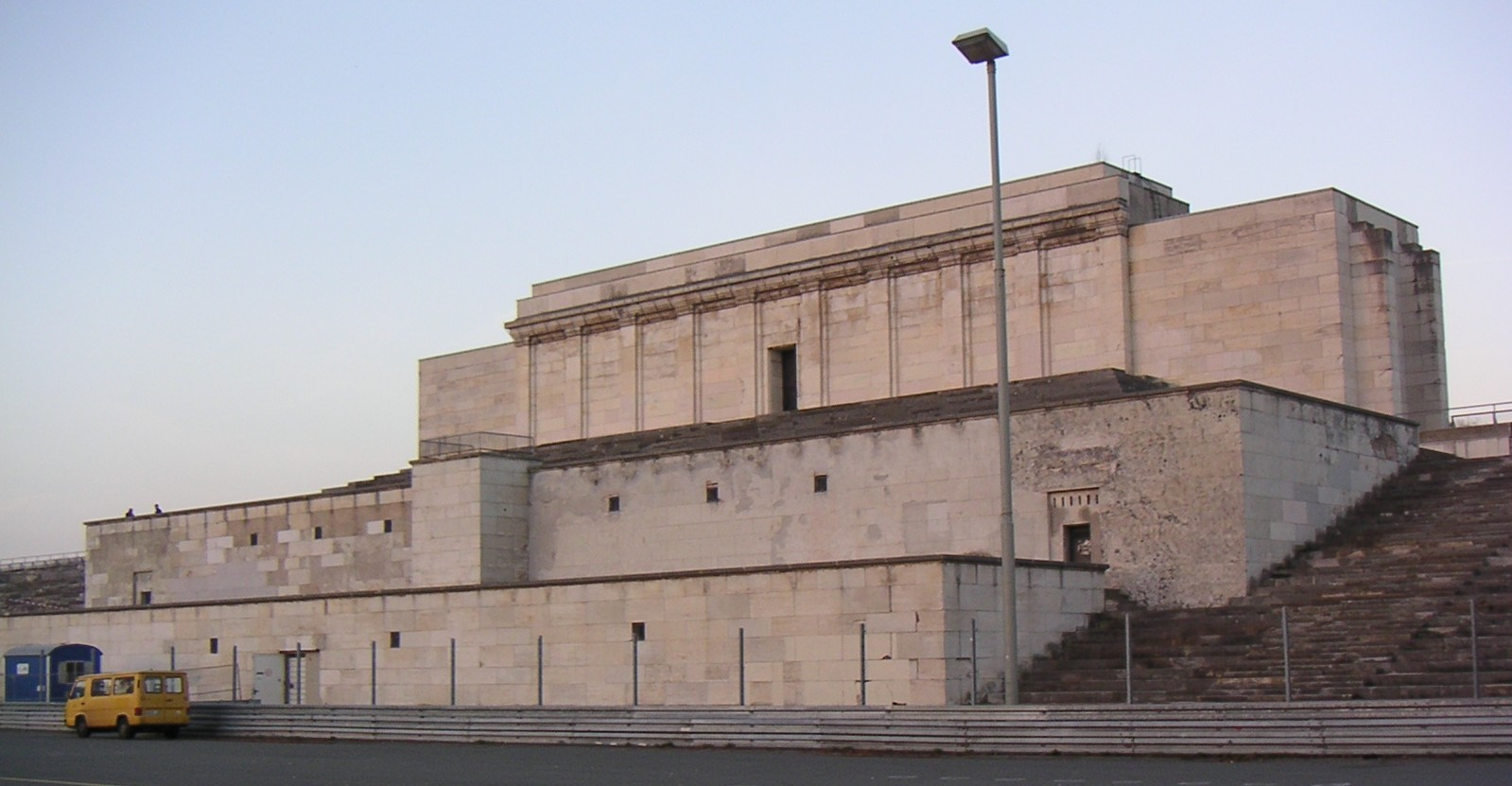
ツェッペリン広場、メインの演壇（2004年12月）
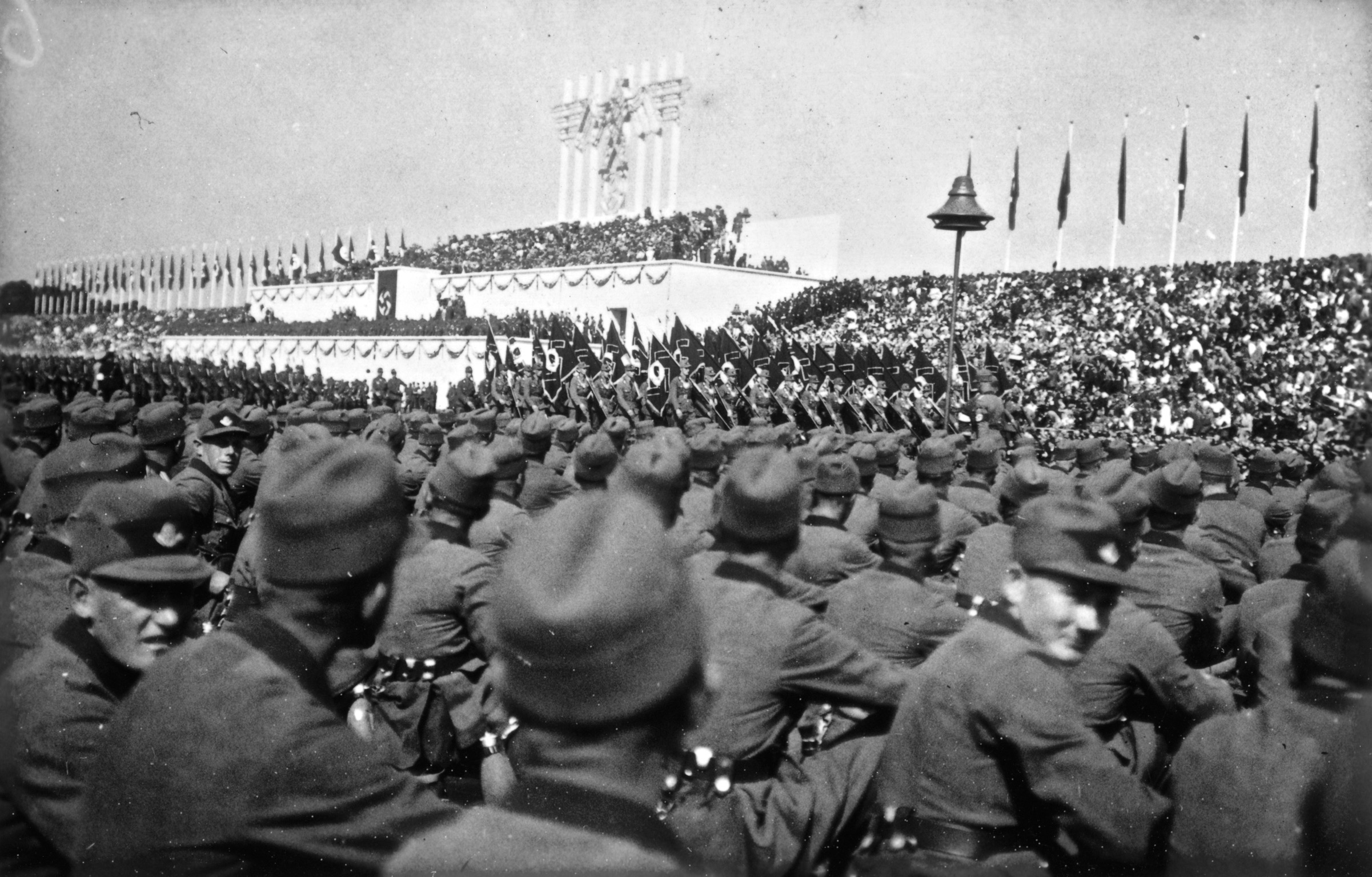
1935年党大会の風景。大観客席はまだ完成していなかったため、演壇の後ろに木製の鷲の像が仮設されている
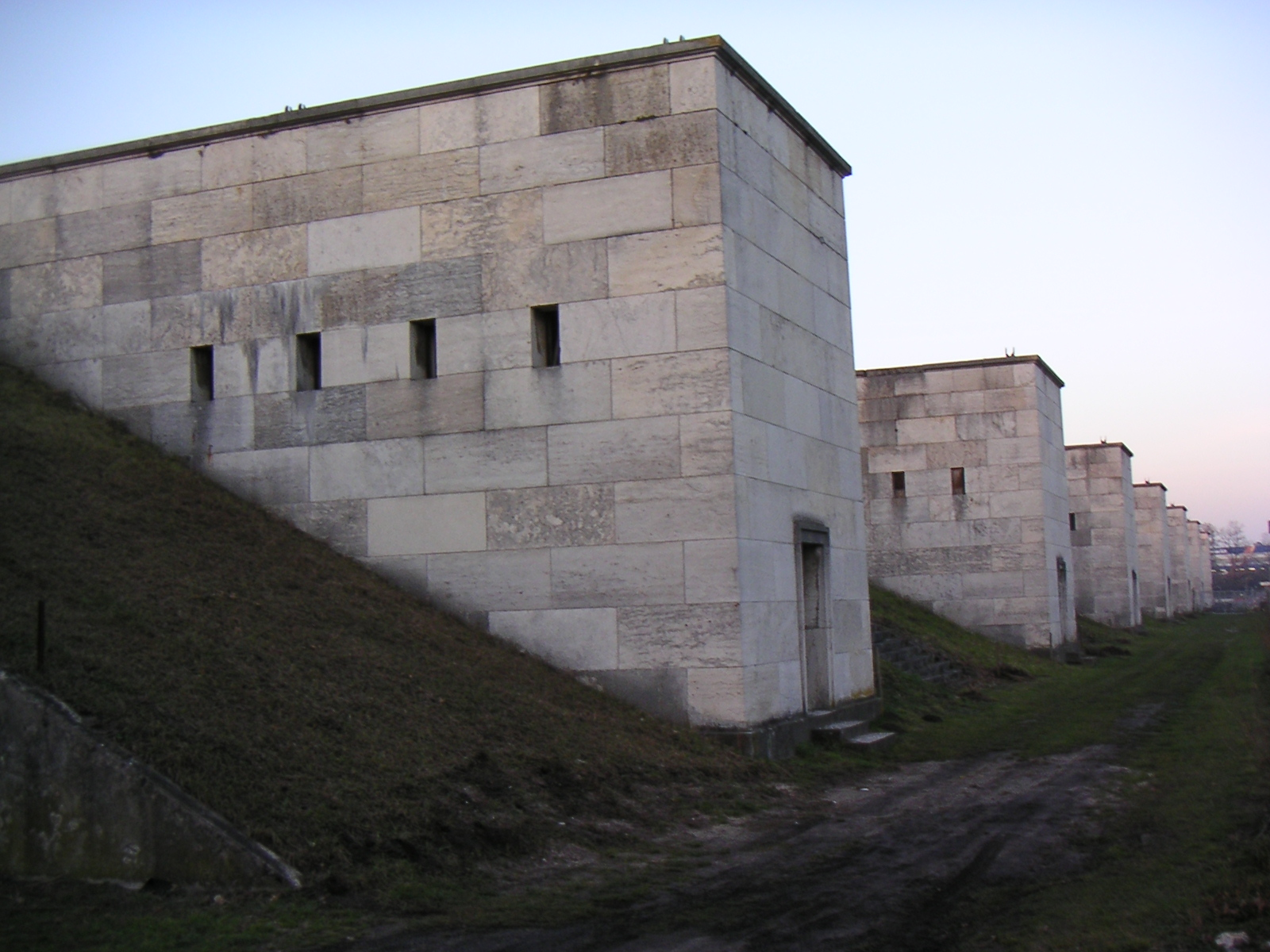
ツェッペリン広場（2004年12月）
- 1945年、敗戦後にハーケンクロイツが爆破された際の映像
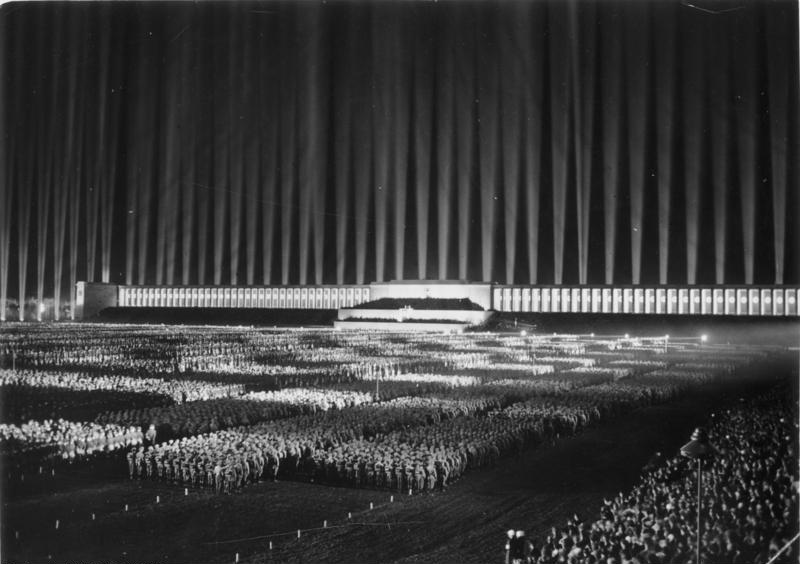
1936年の党大会における演出、「光の大聖堂（Lichtdom）」
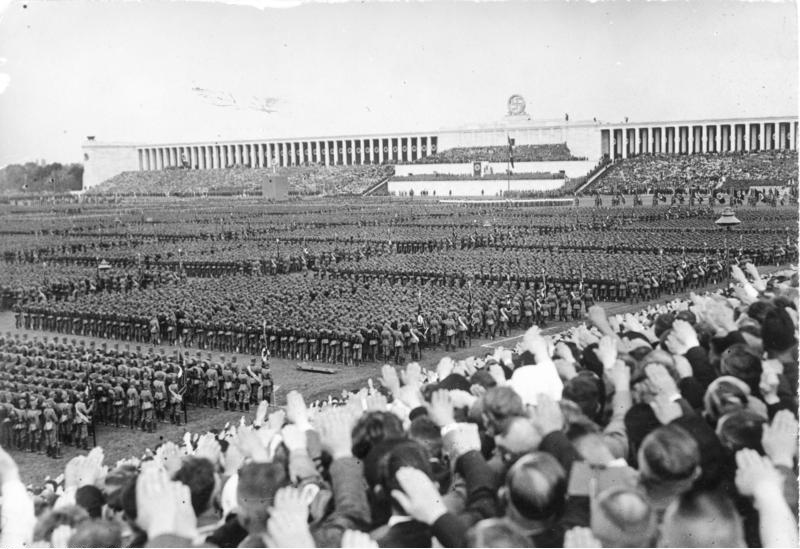
1937年の党大会、国家労働奉仕団の召集
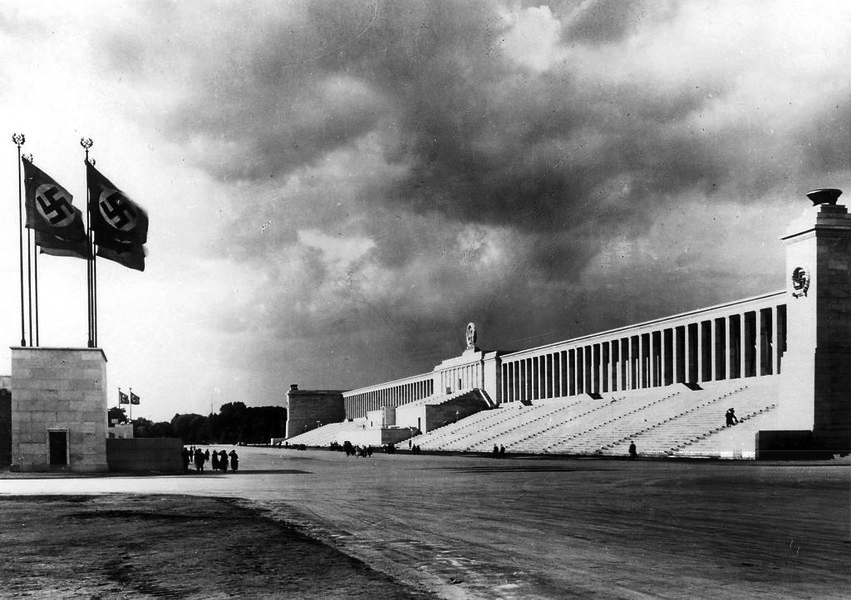
1938年
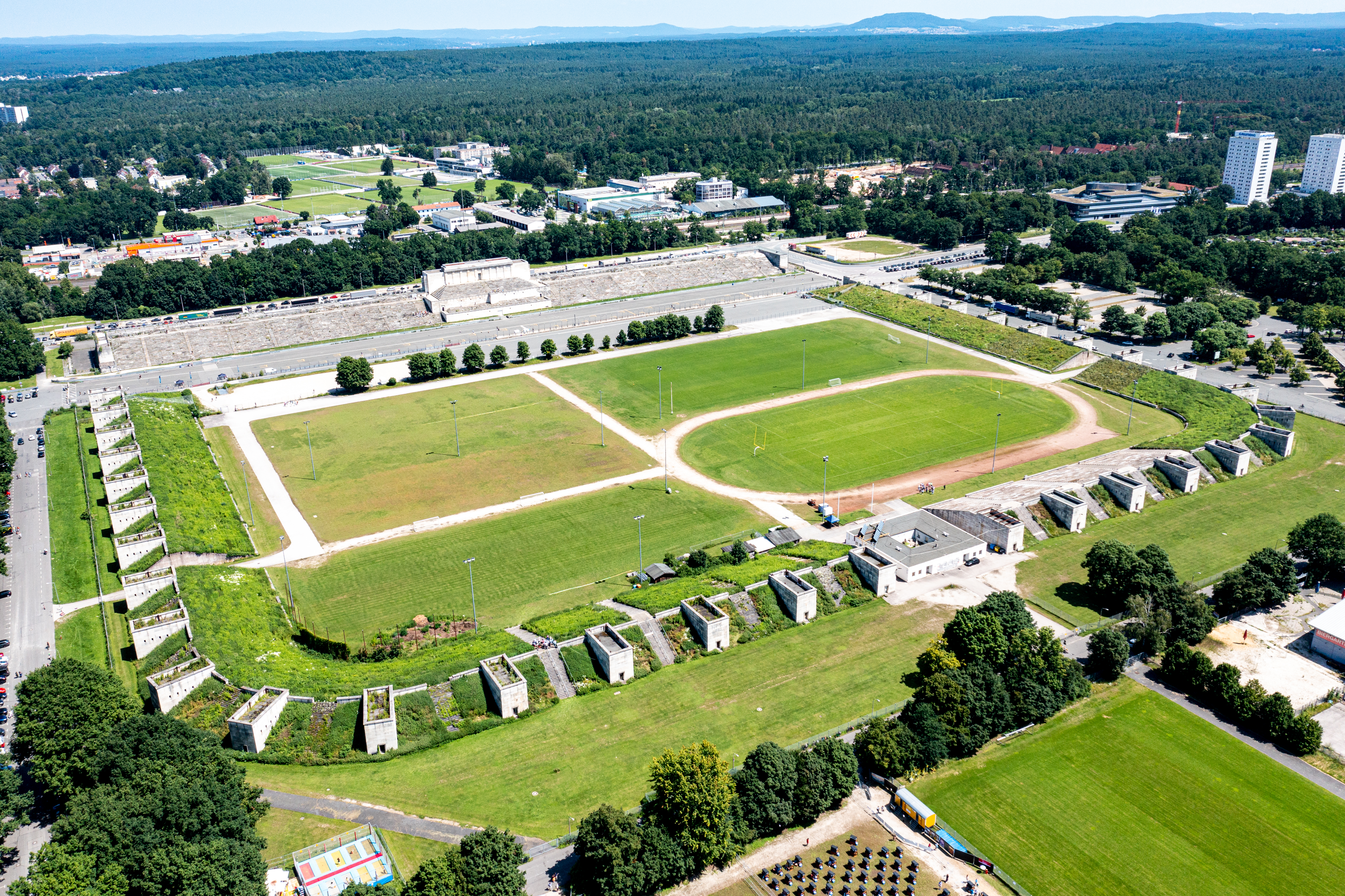
ツェッペリン広場の空撮（2021年）
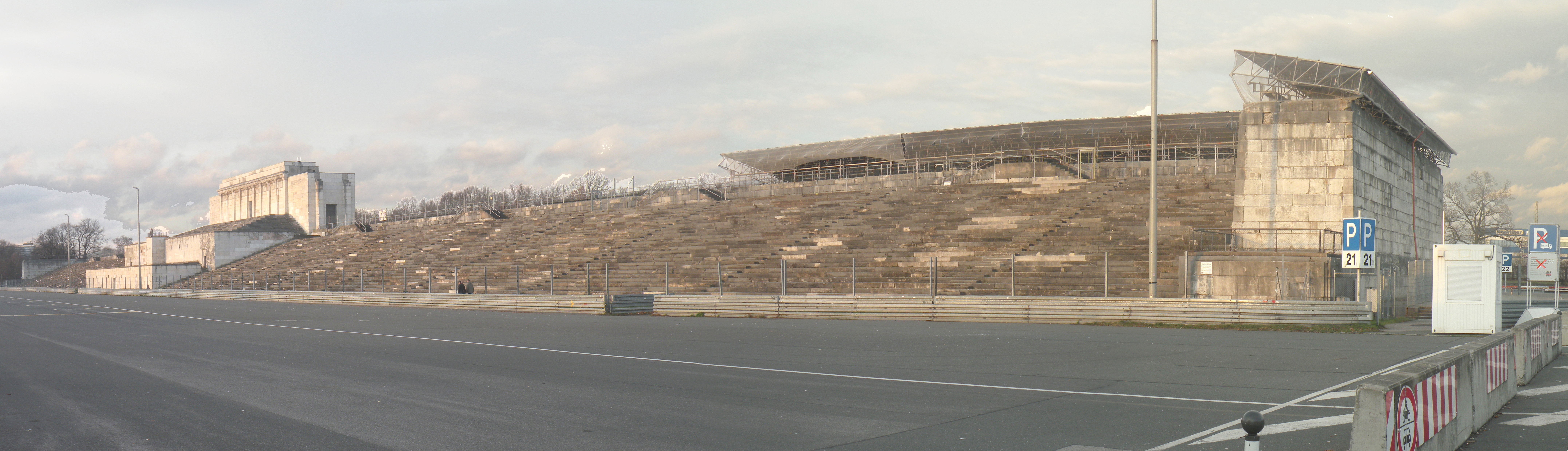
大観客席のパノラマ（2018年）
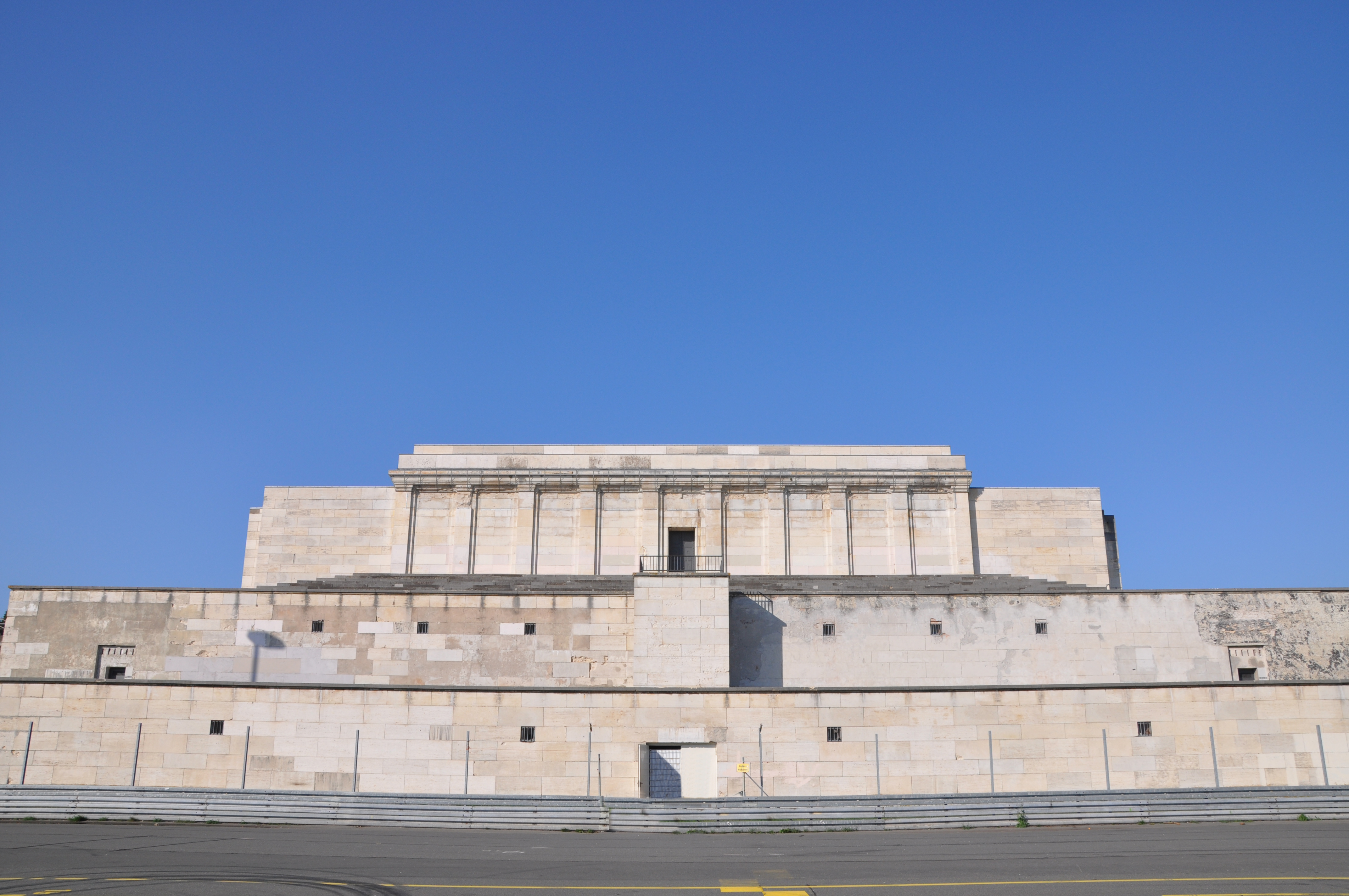
大観客席の残存部分（2009年）

### ドイツ・スタジアム（Deutsches Stadion）
アルベルト・シュペーアは、「世界首都ゲルマニア」の計画に加えて、党大会会場に世界最大のスタジアムを建設する計画を立てた。これはアテネのパナシナイコスタジアムに倣い、馬蹄形のスタジアムに400,000座席を設置することとなった。計画された寸法は、長さ800メートル、幅450メートル、高さ100メートル、建築面積350,000平方メートル。 
基礎石は1937年7月9日に敷設され、1945年の党会議に間に合わせる予定で工事が開始された。1938年に工事は開鑿から開始され、1939年に停止されたが、戦争中、鋳込ピットは地下水が浸入しないようにしておく必要があった。しかし戦後、ピットの北半分は水で満たされ、現在では Silbersee（銀の湖）と呼ばれている。南半分は破壊されたニュルンベルクの街の瓦礫を堆積させるために使用された。 

### メルツ広場（Märzfeld）
メルツ広場（Märzfeld）の名称はローマ神話における戦の神マールス（Mars）に由来するとともに、ドイツで徴兵制が復活した1935年の3月（März）を連想させるもので、ドイツ国防軍のパレード会場となっていた。
場所は「大通り」（Große Straße）の南端で、広さは955メートル×610メートル（1,044ヤード×667ヤード) あり、サッカーフィールド80面分以上あった。この巨大な配備区域の名称は、1935年3月のドイツ国の軍事主権の回復を想起させるものだった。
ローマ神話における戦の神、マールスに由来するMärzfeldという広場は、ローマにも存在しており（カンプス・マルティウス）、パリのシャン・ド・マルス公園は、このカンプス・マルティウスに由来している。
建設が完了することはなかったが、1938年にそれぞれ高さ約40メートル（130フィート）の花崗岩の塔を24基建設する計画で開始された。完成したのは内11基で、1966年に取り壊された。広場の周囲には160,000人を収容する観覧席が、その中央には勝利と戦士を司る女神たちの、巨大な群像が計画されていた。
現在ではこの場所は住宅地となっており、党大会期間中に仮設宿泊施設の場所として使用されていたその南部の地区にまで繋がっている。

### KdF街（KdF-Stadt）
党大会会場の北東には「KdF街」（KdF-Stadt）が建設された。木造の展示ホールでは地域の製品が紹介され、党会議期間中には遊戯行事が開催された。ナチ党の組織「歓喜力行団」（KdF）が、空き時間に労働者の相手をした。